# Radomir Todorov
Radomir Todorov Todorov (in bulgaro Радомир Тодоров Тодоров?; Varna, 11 agosto 1980) è un allenatore di calcio ed ex calciatore bulgaro, di ruolo centrocampista, tecnico del Dobrudža.

## Carriera
Ha giocato nella massima serie azera.

## Palmarès

### Club

#### Competizioni nazionali
- Coppa d'Azerbaigian: 1

Xəzər-Lənkəran: 2007-2008
- Supercoppa d'Azerbaigian: 1

Xəzər-Lənkəran: 2013